# Домброва-Гурна (Свентокшиське воєводство)
Домброва-Гурна (пол. Dąbrowa Górna) — село в Польщі, у гміні Бодзентин Келецького повіту Свентокшиського воєводства.
Населення — 416 осіб (2011).
У 1975-1998 роках село належало до Келецького воєводства.

## Демографія
Демографічна структура на день 31 березня 2011 року:
|          | Загалом | Допрацездатний вік | Працездатний вік | Постпрацездатний вік |
| -------- | ------- | ------------------ | ---------------- | -------------------- |
| Чоловіки | 213     | 53                 | 148              | 12                   |
| Жінки    | 203     | 44                 | 118              | 41                   |
| Разом    | 416     | 97                 | 266              | 53                   |